# 南貝洛伊特 (伊利諾伊州)
南貝洛伊特（英語：South Beloit）是一個位於美國伊利諾伊州溫納貝戈縣的城市。

## 地理
南貝洛伊特的座標為42°29′03″N 89°02′19″W / 42.48417°N 89.03861°W，而該地的平均海拔高度為225米（即738英尺）。

## 人口
根據2010年美國人口普查的數據，南貝洛伊特的面積為15.85平方千米，當中陸地面積為15.25平方千米，而水域面積為0.60平方千米。當地共有人口7892人，而人口密度為每平方千米497.92人。